# Påskägg (programvara)
Påskägg (eng. Easter egg) är inom programvarubranschen en överraskning som är dold i till exempel ett datorprogram eller datorspel och består oftast av en text eller ett primitivt spel. Betydelsen har även spridit sig till överraskningar eller andra blinkningar i film och design. 

## Exempel på välkända påskägg

### Operativsystem
- Harpan, en datorversion av patiensen Las Vegas som var förinstallerad i Windows 98 / 2000 / Me / XP - håll inne Alt + Shift + 2 och se hur korten hoppar, Winner.

### Programvara
- Mozilla Firefox - testa att skriva in about:mozilla i adressfältet. Pröva även about:robots.
- Microsoft Word 97 - skapa ett nytt dokument, skriv ordet "blue", med ett mellanslag efter. Markera texten och öppna menyn Formatera, Formatera text..., gör texten fet och blå och tryck på OK. Håll inne knapparna Skift, Ctrl och Alt. Gå in på menyn Hjälp, Om... och klicka på bilden till vänster.
- Microsoft Excel 95 innehåller ett Doom-liknande spel kallad "The Hall of Tortured Souls".[1]

- Microsoft Excel 97
  - 1. Skapa ett nytt kalkylblad och tryck på F5 knappen
  - 2. Skriv X97: L97 och tryck enter
  - 3. Tryck på tabbtangenten
  - 4. Tryck ned Ctrl + Shift
  - 5. Klicka på Diagramguiden verktygsknapp
  - 6. Använd musen för att flyga runt - Höger-knappen fram / Vänster knapp bakåt
  - Man måste ha Direct Draw installerat för att detta påskägg skall fungera

- Spotify - på albumet "Star Wars: The Force Awakens (Original Motion Picture Soundtrack)" visas tidslinjen i form av ett lasersvärd.

### Hårdvara
Påskägg finns även i form av dold programvara i diverse hårdvara som kan fås att utföra saker som inte finns dokumenterade i den tillhörande manualen. Påskägg i hårdvaran finns även i form av graffiti på till exempel de chips som ingår i hårdvaran, Kallas på engelska för chip graffiti eller silicon art. Ett av de mest kända exemplen på detta är ett av Intels Pentium-chip som påstås innehålla texten bill Sux. Insidan av skalet till första Macintosh datorn har signerats av konstruktörerna själva.

### TV-spel
Grand Theft Auto är förmodligen det spel med mest kända påskägg. I San Andreas finns det bland annat en skylt som säger "There are no Easter Eggs up here, Go away" uppe på en bropelare och i en öken vid närheten av Area 69 kan man hitta liksäckar nära en bil.
Hideo Kojima gömmer också påskägg för sina fans i sina spel. I Metal Gear Solid 3: Snake Eater kunde man hitta exempelvis modeller av maskiner som inte skulle ha dykt upp förrän i framtiden av historien och modeller av Hideos tidigare spel.

### Datorspel
America's Army är nog ett av de spel som har flest lustiga påskägg. Vid varje ny version (fram till version 2.7) har utvecklarna gömt en Yeti någonstans på en karta, på någon är han utklädd till Helmer Mudd, på en annan flyger han i ett ufo utanför kartan och på en annan har han fastnat med handen i en mur. Dessutom finns det lådor utspridda på vissa kartor med de välkända bokstäverna "A.S.D.F." tryckt på dem och även dagstidningen "teh Daily Pwnz0r" ligger och skräpar här och var.
Fallout och Fallout 2 är nog de spel som har flest påskägg kopplade till filmer, bland annat finns hänvisningar till "Monty Python and the Holy Grail", gamla westernfilmer som "Den gode, den onde, den fule" och "Star Wars".
Spore är förmodligen spelet med det mest uppmärksammade påskägget. Då man kan resa i rymden kan man hitta en modell av planeten jorden i systemet "Sol", med alla andra planeterna i solsystemet.

### Söktjänster
- Google översätt: Välj latin som översätt-från-språk, välj valfritt till-språk och skriv in quid pro quo i översättningsrutan.
- Google Maps: Välj vägbeskrivning från New York till Tokyo.
- Google webben: Sök på answer to life the universe and everything och once in a blue moon.

### Elektroniska instrument
Tektronix videooscilloskop 1750 och 1751 kan efter vissa knapptryckningar visa simmande fiskar på skärmen. (se eegs.com för detaljer)
Tektronix videomätplats 1781 kan visa en streckgubbe jagad av pacman och på det kretskort där alla BNC-kontakter är inlödda finns namnteckningar av alla som var med och konstruerade instrumentet samt namnet "Alfred E. Neuman", känd figur från Svenska Mad.

### Bankdosor
Tidiga versioner av Nordeas bankdosa, tillverkad av ToDos, har ett påskägg som man kommer åt på följande sätt:
1. Tryck ned 5 och medan den är nedtryckt, stoppa in ett kort. Kortet behöver inte ha ett chip. När kortet är instoppat, släpp 5. Dosan är nu inne i en diagnosmod.
2. Tryck 0, 5 och därefter 7, alternativt 0, 5 och därefter 9. Y.A.T.P. följt av smeknamnet på en av två olika programmerare visas då på displayen. Alternera mellan att trycka 7 resp 9 för att hoppa mellan namnen.
Y.A.T.P. betyder "Yet Another ToDos Product"

### Design
I Stockholms tunnelbanevagnar av modellen C30 finns påskägg i from av symboler i fönstrens ventilationsgaller. Vissa hål har ersatts av andra figurer som Pac-Man, hjärtan, och tre kronor.